# Aloe ballyi
Aloe ballyi (tiếng Anh thường gọi là Rat Aloe) là một loài thực vật thuộc họ Aloaceae. Loài này có ở Kenya và Tanzania. Chúng hiện đang bị đe dọa vì mất môi trường sống.